# Anne-Marie Trevelyan
Anne-Marie Belinda Trevelyan (szül.: Beaton; London, 1969. április 6. –) brit politikus, a Konzervatív Párt tagja, 2015 óta a Berwick-upon-Tweed választókerület parlamenti képviselője. 2022 októbere óta a Sunak-kormány Indiáért és Csendes-óceáni területért felelős államminiszter. Korábban 2022 szeptembere és októbere között közlekedésért felelős miniszterként, 2021 és 2022 között a nemzetközi kereskedelemért felelős miniszterként és a Kereskedelmi Tanács elnökeként, valamint nemzetközi fejlesztésért felelős miniszterként tevékenykedett. Ezen posztokon kívül 2021-ben betöltött üzleti, energiaügyi és tiszta növekedésért felelős, 2019 és 2020 között pedig fegyveres erőkért felelős államminiszteri pozíciót.

## Fordítás
Ez a szócikk részben vagy egészben  az   Anne-Marie Trevelyan című angol Wikipédia-szócikk ezen változatának fordításán alapul.  Az eredeti cikk szerkesztőit annak laptörténete sorolja fel. Ez a jelzés csupán a megfogalmazás eredetét és a szerzői jogokat jelzi, nem szolgál a cikkben szereplő információk forrásmegjelöléseként.